# Poura-Village
Pour les articles homonymes, voir Poura.
Poura-Village est une localité située dans le département de Poura de la province des Balé dans la région de la Boucle du Mouhoun au Burkina Faso.

## Géographie
Poura-Village tient son nom de la distinction de la localité du chef-lieu, Poura.

## Santé et éducation
Le village possède une école primaire publique.